# Karen Josephson
Pour les articles homonymes, voir Josephson.
Karen Julia Josephson, née le 10 janvier 1964 à Bristol (Connecticut), est une nageuse synchronisée américaine. Elle évolue en duo avec sa sœur jumelle Sarah Josephson.

## Carrière
Karen et Sarah Josephson débutent la natation synchronisée dès l'âge de 5 ans, et gagnent plusieurs titres en catégories juniors. Elles commencent à participer aux compétitions internationales dans les années 1980.
En 1983, elles remportent avec l'équipe des États-Unis la médaille d'argent aux Jeux panaméricains de Caracas. Aux Championnats du monde de natation 1986, elles sont doubles médaillées d'agent, en duo et par équipe. Doubles médaillées d'or aux Jeux panaméricains de 1987, les sœurs Josephson terminent deuxièmes des Jeux olympiques de 1988 se tenant à Séoul. Leur palmarès s'élargit encore avec quatre médailles d'or conquises en duo et par équipe aux Championnats pan-pacifiques 1991 et aux Mondiaux de la même année.
Elles concluent leur carrière avec un sacre olympique aux Jeux olympiques de 1992 se déroulant à Barcelone.
Les sœurs Josephson sont intronisées à l'International Swimming Hall of Fame en 1997.